# Col·loqui Internacional «La lingüística de Pompeu Fabra»
El col·loqui Internacional «La lingüística de Pompeu Fabra» és un congrés científic quinquennal organitzat per la Universitat Rovira i Virgili a Tarragona. Els col·loquis van començar el 1998 i giren entorn la figura de Pompeu Fabra i la seva obra de codificació del català.
La primera edició es va organitzar el 1998 a la Universitat Rovira i Virgili, coincidint amb el 50è aniversari de la mort de Pompeu Fabra i Poch. Des de llavors s'ha celebrat de manera recurrent cada cinc anys a la mateixa universitat. La cita atrau i congrega nombrosos professionals i estudiosos de la llengua catalana i del mestre Fabra, i s'hi duen a terme ponències sobres diversos aspectes entorn de la seva figura i la seva obra de codificació del català, si bé inicialment de caràcter més valoratiu, amb el pas dels temps ha anat canviant vers nous debats i enfocaments sobre l'actualització de l'obra fabriana. De fet, ha comptat amb la participació tant de persones de l'àmbit catalanoparlant com estrangers. Al llarg dels congressos s'han tractat aspectes diversos: lexicografia, codificació del català i d'altres llengües, aspectes històrics i socials, anàlisi de les obres escrites de Fabra, com poden ser els diccionaris, entre d'altres. Les ponències impartides s'editen i es publiquen posteriorment en les actes dels col·loquis per part de l'Institut d'Estudis Catalans.